# Grupo Independiente por Almería
El Grupo Independiente por Almería (GIAL) fue un partido político español de ámbito provincial almeriense, fundado y presidido actualmente por Juan Francisco Megino López. Fue el principal aliado del Partido Popular en el municipio de Almería, en el cual editó dos pactos de Gobierno, uno en 2003, y otro en 2007.
En el año 1995, el Partido Popular obtuvo la mayoría absoluta en las elecciones municipales de Almería, convirtiéndose Juan Francisco Megino López en alcalde. En 1999, el PP obtuvo 13 ediles, 11 PSOE, y 3 IU, lo cual permitió a los dos últimos editar un pacto de Gobierno, convirtiéndose Santiago Martínez Cabrejas en alcalde de nuevo. 
En 2002 el PP anunció que Megino no sería el candidato en 2003. En su lugar sería Luis Rogelio Rodríguez-Comendador Pérez. Megino, entonces, decidió abandonar el PP y fundar el GIAL, que se presentaría en toda la provincia de Almería.
En las elecciones de 2003, aparte de varias alcaldías en municipios menores, obtuvo 13.823 votos y 5 ediles en la capital. El PP obtuvo once, el PSOE diez, e IU uno. En la Diputación Provincial de Almería, obtuvo 1 diputado, Francisco Javier Sola. Finalmente, Megino decidió pactar con Rodríguez-Comendador. Con cinco ediles, se quedó con cinco concejalías, siendo las más importantes Urbanismo y Medio Ambiente, que gestionaron Megino y Esteban Telesforo Rodríguez, respectivamente. Megino fue nombrado también primer teniente de alcalde. En 2005, el pacto se trastoca. Juan Megino decide expulsar de las filas del GIAL a Pilar González de Pradas, concejala de Asuntos Sociales. Sin embargo, ésta no renuncia a su acta de concejal, por lo que el GIAL pasa de 5 a 4 concejales.
En las elecciones de 2007, el PP obtuvo 13 ediles en la ciudad de Almería, 11 el PSOE, 2 el GIAL, y 1 IU. El GIAL perdió además la representación en la Diputación Provincial. Aunque con menos ediles, el GIAL seguía teniendo la decisión. Finalmente, reeditó el pacto con el Partido Popular. Aunque planeó presentarse a las elecciones al Parlamento Andaluz de 2008 en coalición con el Partido de Almería (PAL), finalmente no se presentó.
En enero de 2011, la junta directiva del partido decide disolver el partido e integrarlo en el PP, dicha integración sería efectiva el 13 de junio. Muchos de sus miembros entraron en las listas del PP para las municipales de ese año. A pesar de ello, los candidatos de Carboneras, Suflí y Partaloa rechazaron ir en las listas del PP y optaron por otras opciones.